# Kurt Brändle
 (avril 2014).
Kurt Brändle, né le 12 janvier 1912 à Ludwigsburg et mort au combat le 3 novembre 1943 à l'ouest d'Amsterdam est un pilote allemand de la Luftwaffe qui abattit entre 172 et 180 adversaires en combat aérien.

## Biographie
Initialement dans l'infanterie, Kurt Brändle s'oriente dans la Luftwaffe et est déjà Oberleutnant lorsque débute la guerre. Il sert alors au sein de la 4./JG 53 et les premiers combats se déroulent aux Pays-Bas, en Belgique, au Danemark et finalement en France. Le 13 mai, Brändle abat son premier adversaire mais dès le 26 mai, il est blessé dans une collision avec un Do 17. Après récupération, il retourne au front pour prendre part cette fois à la bataille d'Angleterre. Après 3 autres victoires les 11 et 16 août, il est nommé le 26 Staffelkapitän de la 5./JG 53, et ajoute 4 autres succès avant la fin de l'année.
Après 5 mois de combat infructueux au-dessus de la Manche, Brändle suit la quasi-totalité de la JG 53 en Russie et combat dans les secteurs sud et nord. Sur ce nouveau front, les possibilités de victoires sont plus faciles, face à un adversaire dont l'équipement aérien est obsolète. Brändle abat son premier adversaire russe dès le 22 juin 1944 jour de l'offensive. Il en ajoute 21 autres jusqu'en octobre avant que la JG 53 ne soit transférée aux Pays-Bas pour repos et remplacement des pertes. À la fin de l'année, Brändle est transféré avec son unité en Méditerranée pour opérer à partir de la Sicile au-dessus de l'île de Malte. Il porte son score à 35-36 victoires au-dessus de la Méditerranée jusqu'en avril 1942.
Muté à nouveau à l'Est, il prend le commandement du II./JG 3 qu'il mène dans la direction de Stalingrad pendant l'été 1942. Le 1er juillet 1942, après avoir volé 470 missions de combat et abattu 49 adversaires, le Hauptmann Brändle reçoit la croix de chevalier. En moins de deux mois, il réussit le remarquable exploit d'abattre plus de 50 adversaires et double ainsi son score atteignant le chiffre 100 le 27 août. Il reçoit alors les feuilles de chêne et se voit promu Major.
Après la défaite de Stalingrad et tout au long des mois suivants, le II./JG 3 prend part aux combats défensifs sur le front du Don. Brändle y descend 16 avions de plus avant d'être engagé dans la bataille de Koursk. Le 5 juillet 1943, début de l'Opération Citadelle, le II./JG 3 remporte 31 victoires, Brändle lui en revendique 5 ce qui amène son score à 151.
À la fin de l'été 1943, toute la JG 3 est rappelée à l'Ouest pour s'opposer à l'invasion aérienne américaine de plus en plus massive, aux Pays-Bas. Le 3 novembre 1943, au-dessus de la Mer du Nord, le Major Brändle s'attaque à un groupe de B-26 après avoir descendu deux P-47. Les bombardiers moyens sont fortement escortés et Brändle est aux commandes d'un avion plus rapide que ceux de ses coéquipiers. Il se retrouve donc seul face à la chasse adverse et disparaît, probablement abattu par un Spitfire canadien. Son corps sera retrouvé à la fin du mois sur une plage.
Son score final est de 172 victoires sûres, voir 180 selon les sources, le tout en 700 missions de guerre. Ironie du sort, Brändle sera le 17e as aux 100 victoires à disparaître alors qu’il devenait un an plus tôt le 17e pilote de l’histoire à atteindre ce score.